# Ernst Litfaß

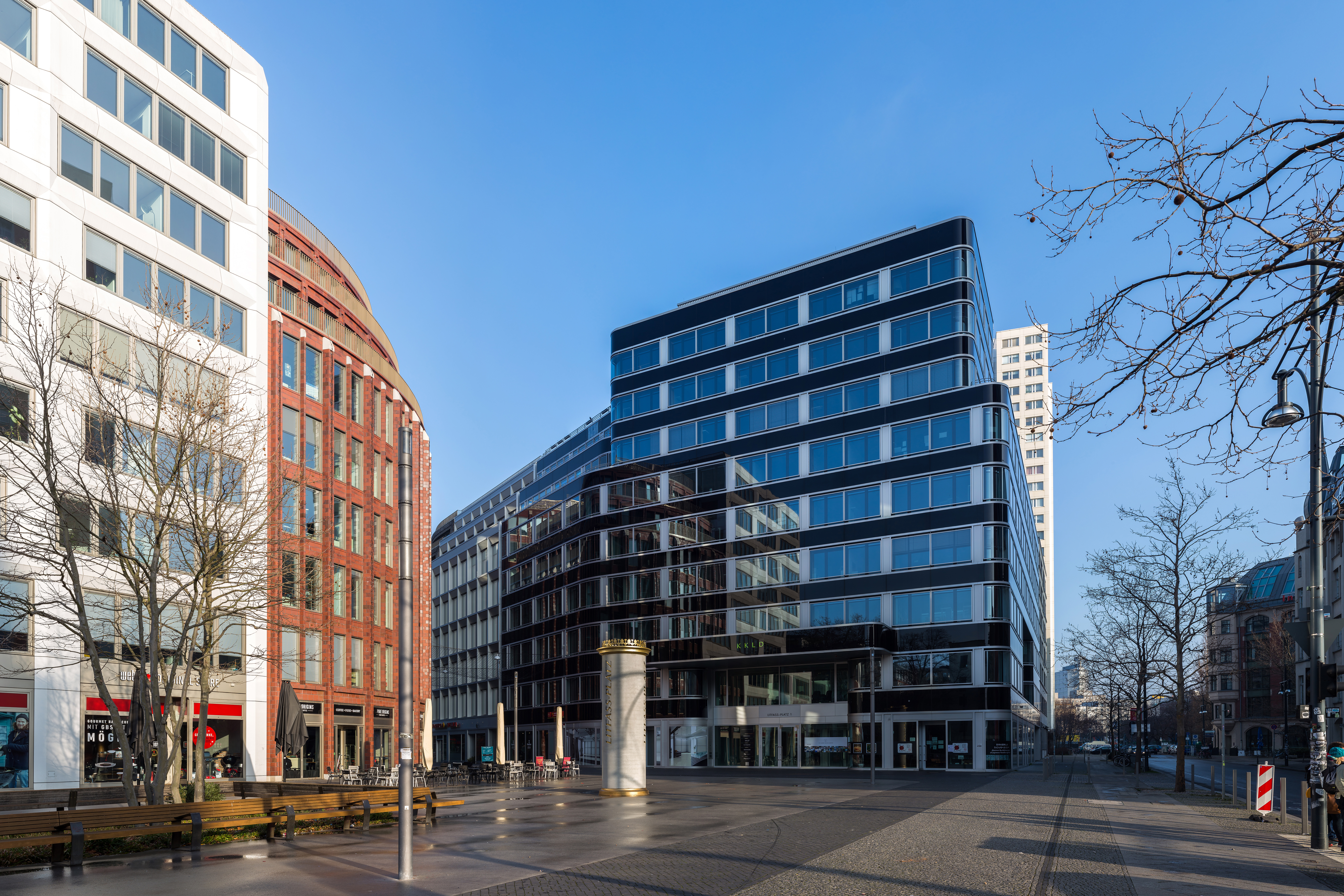
Piața Litfaß din Berlin-Mitte

Ernst Theodor Amandus Litfaß (n. 11 februarie 1816, Berlin, Regatul Prusiei – d. 27 decembrie 1874, Wiesbaden, Imperiul German) a fost proprietar și editor al tipografiei. Litfaß este cunoscut drept inventatorul coloanei de publicitate numită după el, coloana Litfaß. Litfaß a organizat multe evenimente caritabile donații pentru soldații invalizi. 

## Biografie

### Educația
Ernst Theodor Amandus Litfaß a venit pe lume pe 11 februarie 1816 la Berlin ca fiu al lui Ernst Joseph Gregorius Litfaß și al lui Caroline Wilhelmine Litfaß, născută Klitzing . La opt zile de la naștere, tatăl său, fondatorul tipografiei Litfass, a murit. Ernst Theodor Amandus a rămas orfan. Mama, rămasă văduvă s-a recăsătorit apoi cu binecunoscutul tipograf și librar din Berlin, Leopold Wilhelm Krause. Influențat de afacerea familiei, tânărul Litfaß a primit deja sugestii diverse. 
După ce a urmat școala, Ernst Litfaß a finalizat o ucenicie ca librar în magazinul de carte și muzică Schlesinger. Cu toate acestea, el nu a practicat inițial această meserie, ci a mers în schimb în călătorii educaționale ample în Europa de Vest și a încercat în actorie. În acest timp el a fondat Teatrul Lätitia la Rosenthaler Tor din Berlin, care a fost redenumit Vorstädtische Theater. Abia în 1845 a intrat în activitatea librăriei. 

### Cariera profesională ca tipograf și distribuitor de cărți
După ce a intrat în tipografia și editura tatălui vitreg, Ernst Litfaß a preluat complet afacerea după moartea tatălui său vitreg, pe 16 ianuarie 1846. Odată cu publicarea Declamatoriului, care continuă să apară ca o „selecție de poezii serioase și vesele care să fie prezentate în companii publice și private”, compania a câștigat mulți clienți și a devenit o adevărată mină de aur. 
În timpul Revoluției din martie, Litfaß a devenit editorul unor broșuri și ziare, cum ar fi Berliner Krakehlers, care a fost interzis șase luni mai târziu, Berliner Schnellpost (mai târziu redenumit Berliner Curier), Norddeutsche Frühlingsalmanachs, cotidianul Fogaro din Berlin, precum și Berliner Tagestelegraphen, care a apărut pentru prima dată în 1851 și a învățat publicul berlinez despre concerte, spectacole de teatru, precum și oferte de divertisment și gastronomie în oraș și care a avut o secțiune de publicitate extinsă (publicată din 1859 sub numele de Theater-Zwischen-Acts-Zeitung ). Ca editor, el a finalizat în 1856 prin editia 248. volumul Enciclopediei Economice fondat de Johann Georg Krünitz. 
Litfaß nu a activat doar în sectorul editorial, dar a reformat și Officine : a introdus prese de mare viteză și imprimare colorată pe baza modelului francez-englez și a fost primul care a tipărit afișe gigant în format 20 × 30 picioare (6.28 × 9,42 m). În 1846, Litfaß devine popular peste tot odată cu mărirea formatului și a echipamentelor de reclame publicitare, care au fost numite ulterior notite Litfaß de publicitate. În 1856 a fondat o agenție internațională de artiști („Central-Kanzlei”), care a trebuit să înceteze să funcționeze trei ani mai târziu. 
Datorită „loialității sale neîntrerupte față de casa regală”, a fost numit la „Comisioane-Rath” în 1861 și în 1863 la tipografia curtii regale. Mai târziu, a primit de la regele prusac singurul drept  a publica trimiterile de război și rapoartele de victorie din războaiele din 1866 și 1870-1871. În 1867 i s-a acordat în cele din urmă titlul de „Geheimer Commissions Rath”.   

### Caritate în anii postbelici

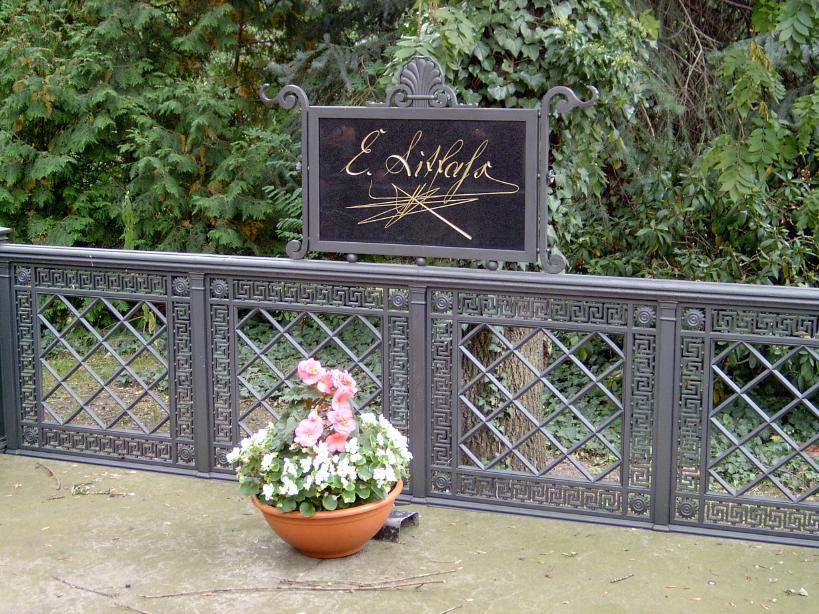
Mormântul lui Ernst Litfaß în cimitirul Dorotheenstadt din Berlin

Prin angajamentul său de caritate, a ajutat soldați răniți și supraviețuitori în perioada postbelică a războaielor din 1864, 1866 și 1870-1871 pentru a atenua greutățile financiare. Acest lucru s-a realizat prin activități extinse, precum concerte, artificii și excursii cu barca, în mare parte pe cheltuiala lor. El a donat încasările acestor evenimente comisiilor în cauză. 

### Sfârșitul vieții
Ernst Litfaß a murit pe 27 decembrie 1874. Afacerea a fost predată moștenitorilor săi și a continuat să existe până în anii 1920. Ca „rege al reclamei” i s-a acordat un mormânt onorific în cimitirul Dorotheenstadt din Berlin-Mitte. În timpul vieții sale, viața și opera sa au fost înregistrate într-o publicație comemorativă a doamnei Tietz. 

## Stâlpul Litfaß

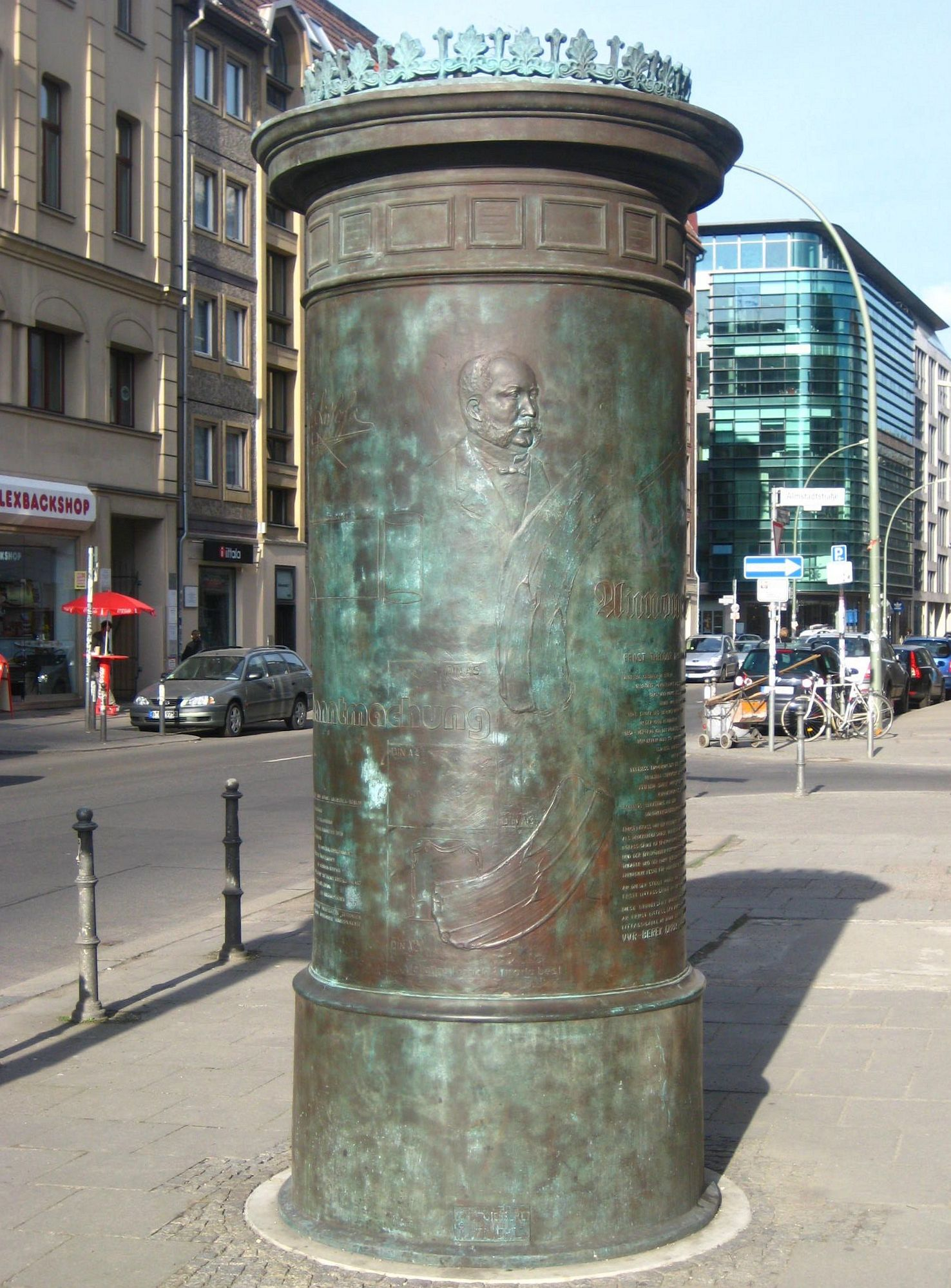
Monument Litfaß pe Münzstrasse, lângă Alexanderplatz

Ernst Litfaß a devenit cel mai cunoscut, însă, prin coloanele de publicitate pe care le-a introdus la Berlin, numite coloane de publicitate Litfaß în onoarea sa.  

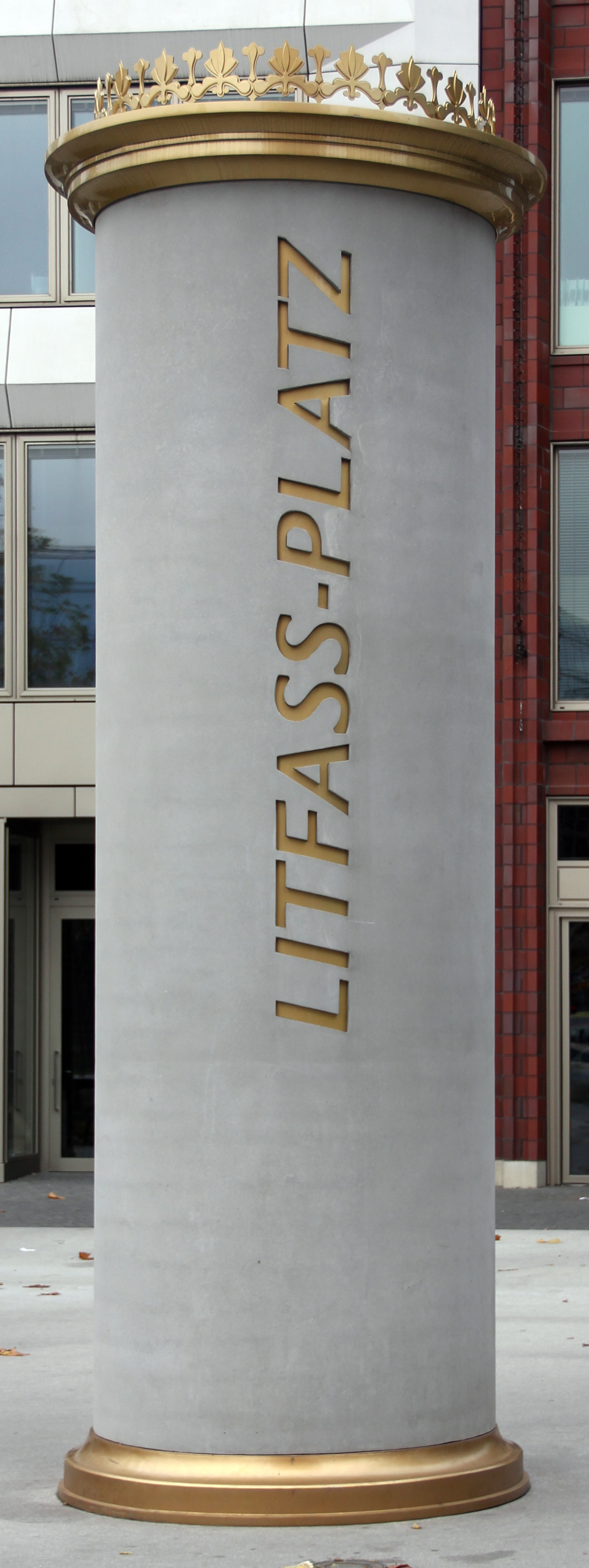
Monument publicitar, Litfaß-Platz 2, centrul Berlinului

## Legături externe
- de Ernst Litfaß în Catalogul Bibliotecii Naționale a Germaniei (Informații despre Ernst Litfaß • PICA • Căutare pe site-ul Apper)